# Chrysolophus amherstiae
El faisán de Amherst o faisán de Lady Amherst (Chrysolophus amherstiae) es una especie de ave galliforme de la familia Phasianidae nativa del sudeste del Tíbet y sudoeste de China hasta el norte de Birmania, pero se han introducido en otras partes, y han establecido poblaciones asilvestradas, en Inglaterra por ejemplo. Esta ave se nombró en memoria de Sarah Countess Amherst, la esposa de William Pitt Amherst, gobernador General de Bengala que fue el responsable de enviar el primer espécimen del ave a Londres en 1828. No se conocen subespecies.

## Características
El macho adulto es 100 a 120 centímetros de longitud, con una cola de 80 centímetros. Es inconfundible por su cabeza negra y plateada, cola gris larga y ancha, roja y azul, el plumaje del cuerpo blanco y amarillo. El "capotillo" puede levantarse en el despliegue.

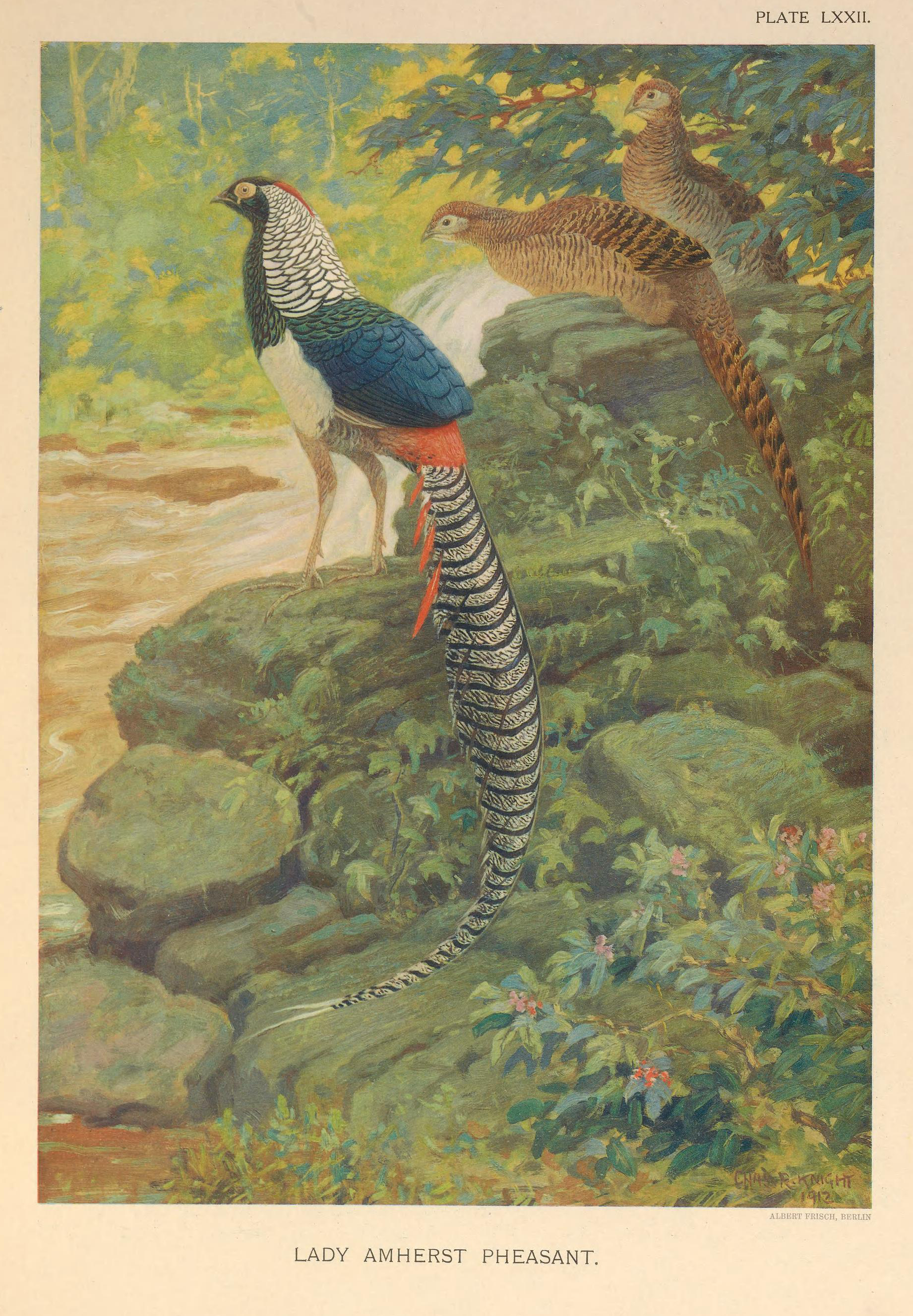
Ilustración por Charles R. Knight

La hembra es mucho menos vistosa, con un plumaje castaño jaspeado, similar al del faisán común hembra. Es similar a la de faisán dorado hembra, pero tiene una cabeza más oscura y el vientre más limpio.

## Historia natural
A pesar de la apariencia vistosa del macho, estos pájaros son muy difíciles de ver en su hábitat natural que son los bosques densos y oscuros con la maleza espesa. Por consiguiente, su conducta salvaje es poco conocida. 
Esta especie se relaciona estrechamente al faisán dorado (Chrysolophus pictus) y las poblaciones introducidas en Inglaterra se cruzan produciendo híbridos.
Se alimentan de grano, hojas e invertebrados que encuentran revolviendo la tierra; duermen por la noche en los árboles. Prefieren correr a volar, pero vuelan a gran velocidaden caso de necesidad. El macho tiene una llamada ruda en la estación de la cría. 

## Galería

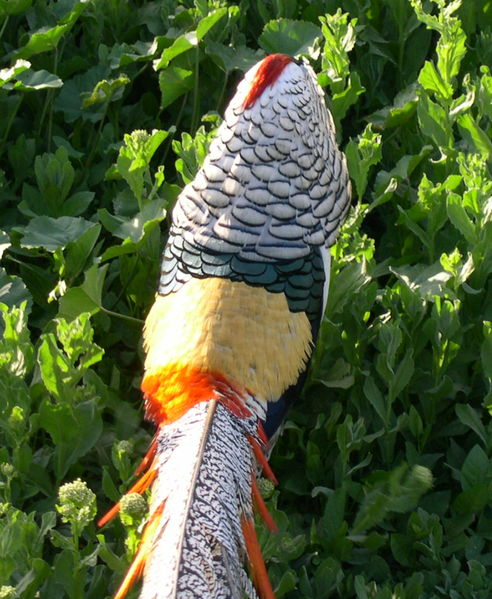
Dorso de un faisán de Lady Amherst
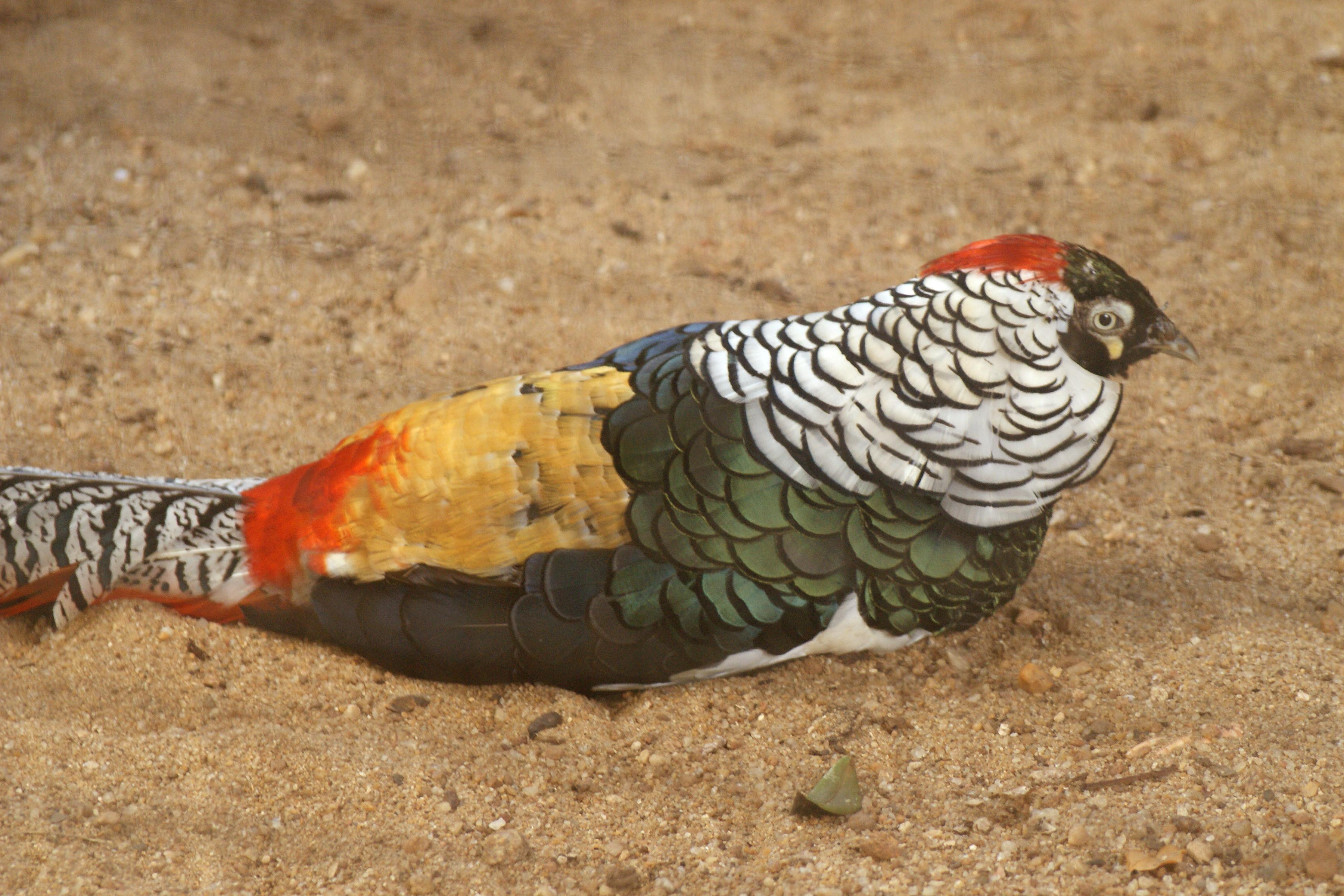
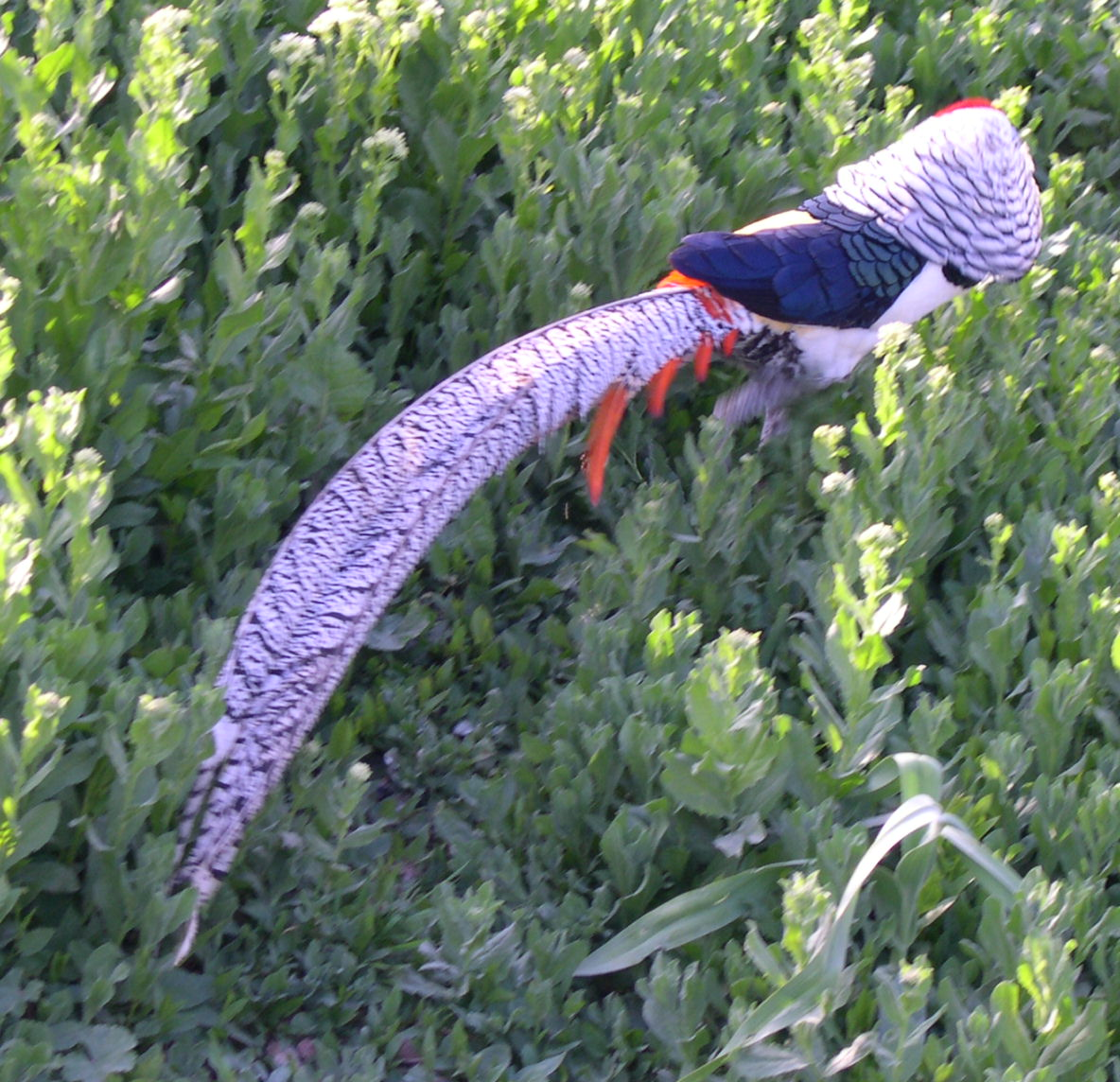
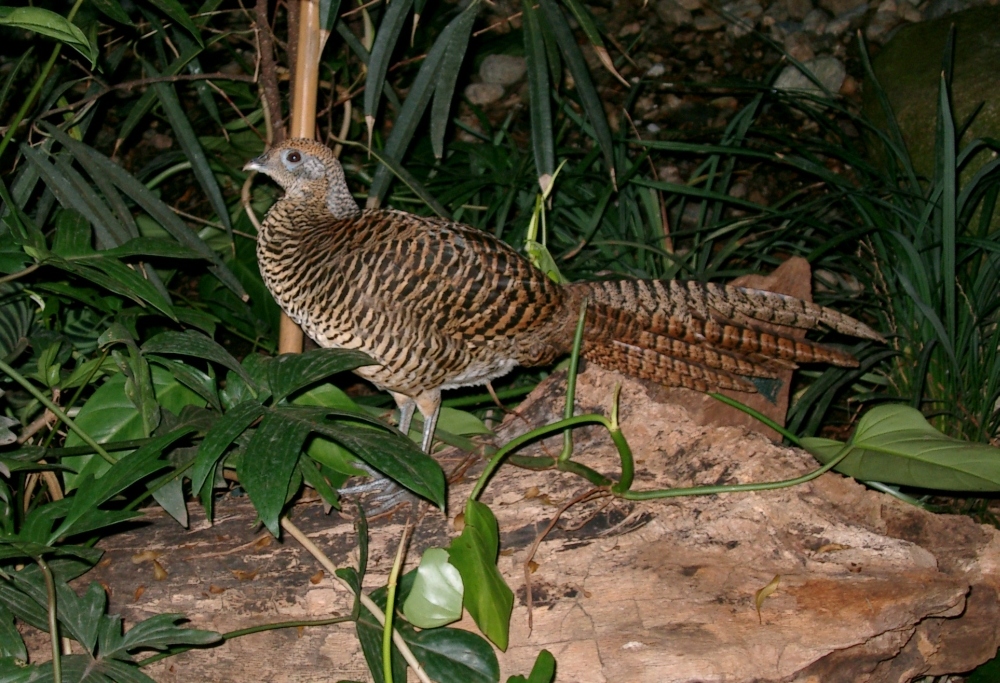
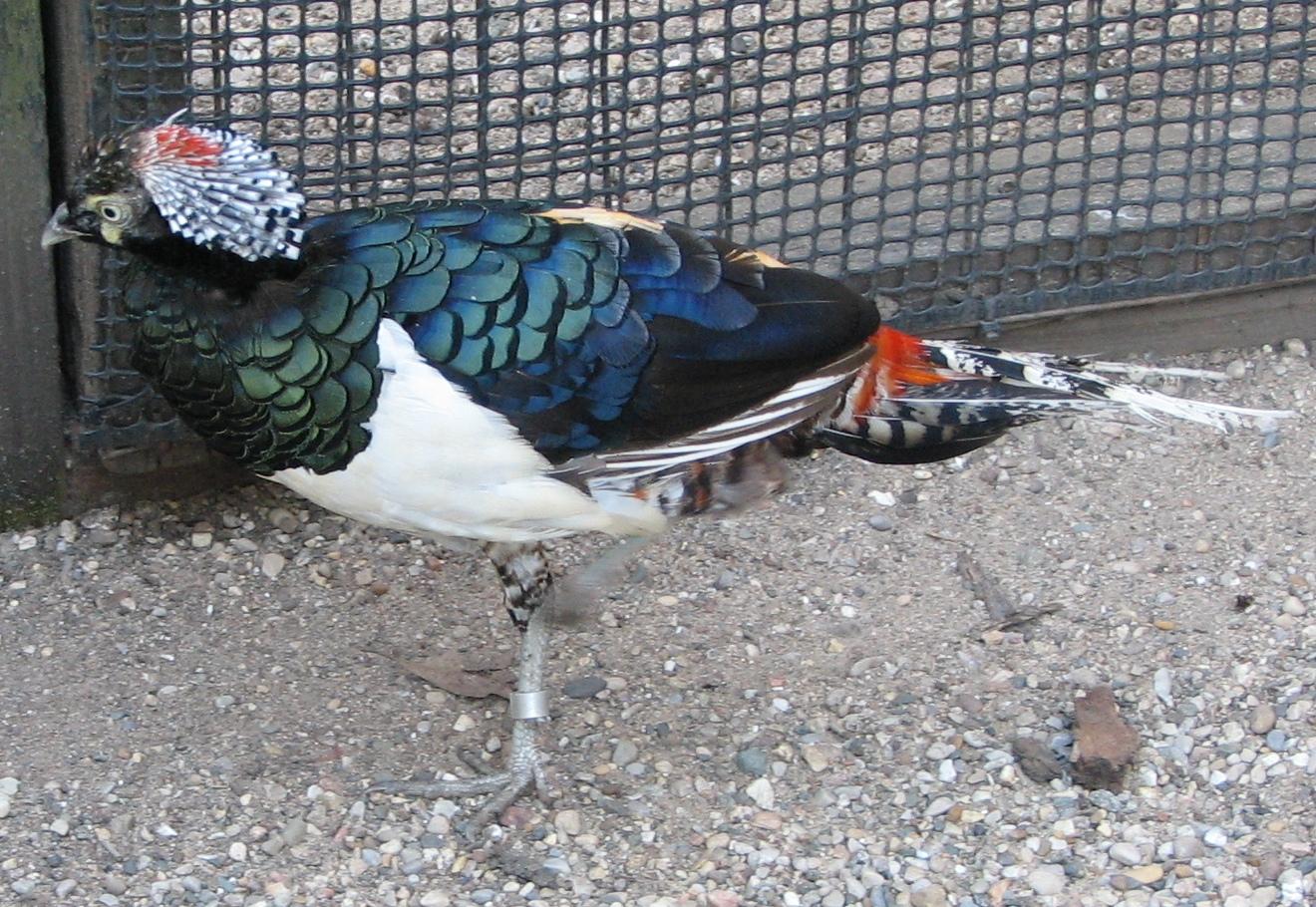
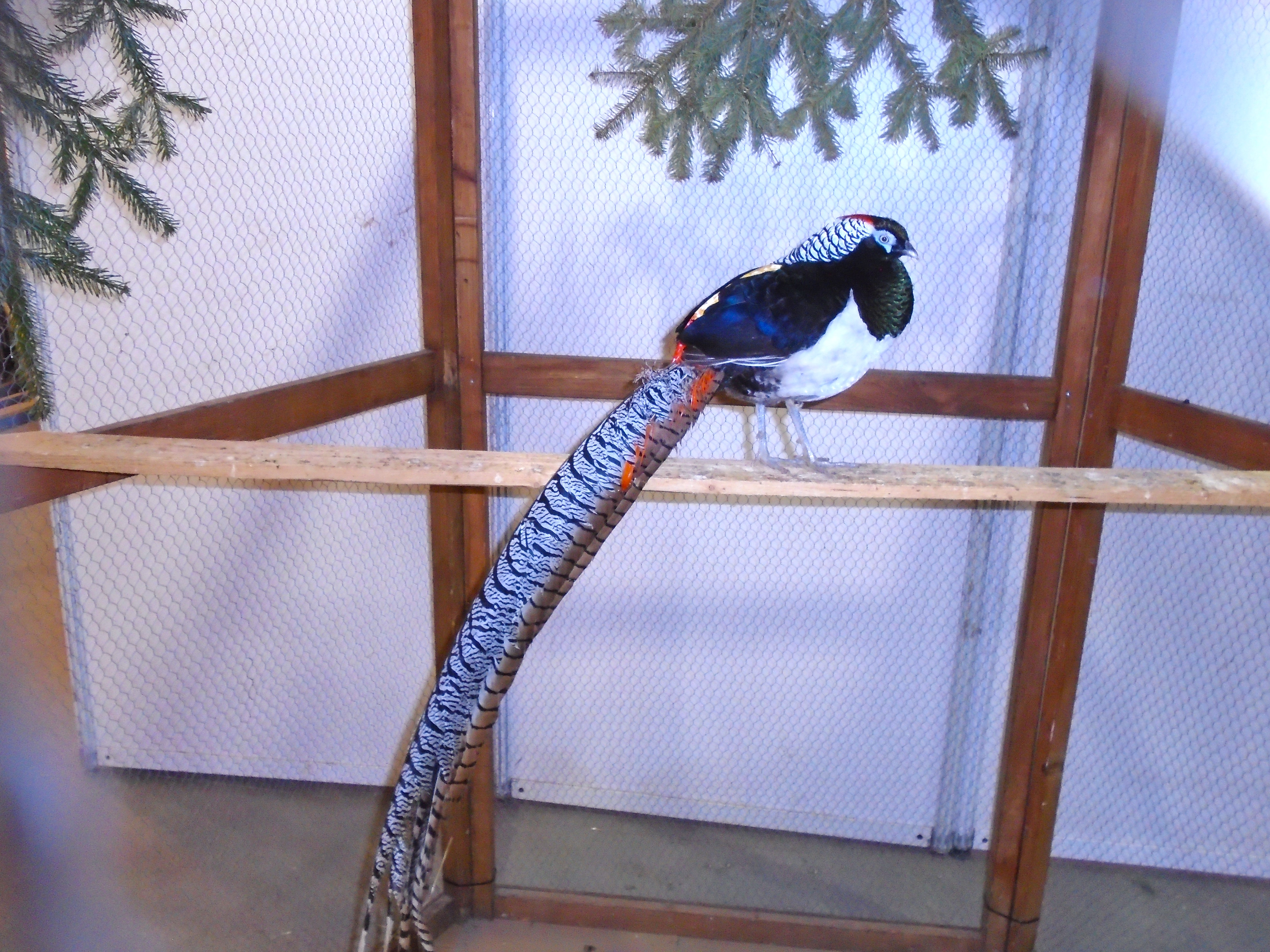
Un faisán en exhibición